# Paraenesis
Paraenesis, parenesis eller parenes, från grekiskans παραίνεσις, parainesis, "råd", eller παραίνεω, paraineō, "råda", "rekommendera", "uppmana", "yrka", är en uppbygglig förmaning eller allmänna lärdomar med hänvisning till människor i skilda situationer.
Begreppet används som en klassificering av vissa textavsnitt i Bibeln som innehåller uppmaningar av olika slag. Sådana avsnitt utgör ett slags retorik med korta moraliska utläggningar utan inre sammanhang, som ska läsas som enskilda stycken med olika moraliska och praktiska rådgivningar och regler.